# Хасанті Уругодаватте Діссанаяке
Хасанті Уругодаватте Діссанаяке (Hasanthi Urugodawatte Dissanayake) — шріланкійська дипломатка. Надзвичайний і Повноважний Посол Шрі-Ланки в Туреччині та за сумісництвом в Україні та Грузії (з 2025).

## Життєпис
Вона має академічну світу в галузі археології, науки про навколишнє середовище та прав людини, має ступінь магістра та дипломи в предметних областях Університету Келанії, Шрі-Ланка, Університету Стокгольма, Швеція та Університету ООН у Токіо. Вільно володіє японською мовою.
До приходу на дипломатичні служби вона працювала з міжнародними та регіональними організаціями у сфері сталого розвитку, навколишнього середовища та ліквідації наслідків стихійних лих, а також у банківському секторі.
Кар'єрна дипломатка, працювала в МЗС Шрі-Ланки. Вона служила в місіях Шрі-Ланки в Японії (1998—2001), Швеції (2003—2005), Італії (2005—2008), Китаї (2011—2014).
Була Надзвичайним та Повноважним Послом Шрі-Ланки у В'єтнамі з 2015 по 2019 роки.
У Коломбо вона працювала у відділі з політичних питань, протоколі, економічних питаннях, а також у відділі ООН і багатосторонніх справах Міністерства закордонних справ. До того, як приступити до роботи в Анкарі, вона була додатковим секретарем з питань океану, навколишнього середовища та зміни клімату в міністерстві.
З 2022 року — Надзвичайний і Повноважний Посол Шрі-Ланки в Туреччині та за сумісництвом в Україні та Грузії.
24 березня 2025 року вручила копії вірчих грамот заступнику міністра закордонних справ України Євгену Перебийносу.

## Сім'я
- Чоловік — доктор Кітсірі Діссанаяке, старший викладач кафедри інженерії ресурсів Землі Університету Моратува
- Донька — Інес.